# Coupons nos cheveux conformément au mode de vie socialiste

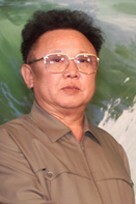
Kim Il-Sung, dirigeant suprême lors de la production de l'émission.

Coupons nos cheveux conformément au mode de vie socialiste (en chosŏn'gŭl : 사회주의적생활양식에 맞게 머리단장을 하자 ; RR : Sahoe juuijeok saenghwal yangsige matge meori danjangeul haja,) était une émission de télévision nord-coréenne qui fait partie d'une campagne de propagande menée en 2004-2005 par le gouvernement de la Corée du Nord pour promulguer des standards de coiffure et d'habillement.
Diffusée à la télévision centrale coréenne, basée dans la capitale Pyongyang, des extraits sont plus tard montrés sur la chaîne britannique BBC One. L'émission affirme que la longueur des cheveux peut affecter l'intelligence humaine, en partie à cause de la privation au reste du corps des nutriments requis pour que les cheveux se développent. Cependant, bien que certains chercheurs aient déjà proposé que le cerveau et les cheveux soient en concurrence d'un point de vue évolutif, le fait de se couper les cheveux n'a aucune influence sur son taux de croissance. L'émission fait partie d'une longue campagne du gouvernement nord-coréen contre les coupes de cheveux et les modes vestimentaires réputées être en contradiction avec les « valeurs socialistes ».

## Restrictions de la mode en Corée du Nord
De telles normes d'habillement et de coupes de cheveux font partie depuis longtemps de la société nord-coréenne. Kim Jong-il était connu pour sa coupe en brosse (en), surnommée « Coupe rapide en bataille », quand il a gagné en notoriété au début des années 1980, avant d'adopter la coupe avec les côtés bouffants (en) préférée par son père Kim Il-sung. Après que Kim Jong-il a succédé à son père, certaines restrictions de l'État sur la mode occidentale sont assouplies. Les femmes sont autorisées à avoir des cheveux bouclés et les hommes à laisser pousser leurs cheveux légèrement plus longs. Malgré ces légères concessions des premières années du règne de Kim Jong-il, les symboles évidents de la mode occidentale, comme les jeans, ont continué à être totalement interdits, et les cheveux longs pour les hommes pouvaient conduire à leur arrestation et à une coupe forcée de leurs cheveux.
Selon le journal nord-coréen Rodong Sinmun, le gouvernement combat les influences du capitalisme dans le domaine de l'apparence personnelle. Le fait d'avoir de longs cheveux ou des chaussures mal entretenues est identifié comme une imitation de la culture occidentale qui, par propagation, conduirait le pays à sa ruine.

## Série d'émissions
L'émission apparaît en 2004 dans le programme régulier Sens commun. En automne de la même année, une grande campagne dans les médias nord-coréens (autant par les affiches, la radio que la télévision) commence à promouvoir les tenues correctes et les apparences soignées pour les hommes. L'émission encourage les cheveux courts, comme la coupe en brosse, et les coiffures élevées. Elle déclare que les cheveux doivent être conservés entre 1 et 5 cm de long, et recommande aux hommes de se les couper tous les quinze jours. Le gouvernement autorise cependant aux hommes de plus de 50 ans d'avoir des cheveux allant jusqu'à 7 cm de long pour dissimuler la calvitie.
Une série de cinq émissions présente des styles de coupe de cheveux approuvés par le gouvernement, tandis qu'une autre série diffusée plus tard va un peu plus loin en montrant certaines coupes de cheveux pour homme à ne pas suivre. À chaque exemple, l'émission communique le nom de la personne et l'endroit où il vivait (ou travaillait) par des sous-titres et/ou par la voix d'un commentateur. Par exemple, dans un épisode diffusé en janvier 2005, un citoyen nord-coréen nommé Mr. Ko Gwang-hyeun, dont les cheveux mal coiffés couvrent ses oreilles, est montré comme un mauvais exemple à travers les commentaires d'une voix off : « On ne peut s'empêcher de s'interroger sur les goûts culturels de ce camarade, n'ayant même pas honte de ses cheveux. Peut-on s'attendre à ce qu'un homme avec une mentalité pareille puisse bien s'acquitter de son devoir ? ».
Les médias occidentaux rapportent qu'une caméra cachée est placée dans la capitale Pyongyang, dans le cadre de l'émission, pour attraper les citoyens ayant des coupes de cheveux inconvenantes. Les contrevenants seraient ensuite interrogés par le présentateur et devraient s'expliquer sur leurs coiffures. Leur nom, adresse et lieu de travail seraient annoncés pour dissuader d'autres personnes de les imiter.